# Mágneses térerősség
A mágneses térerősség vagy pontosabb, de nem elterjedt nevén mágneses gerjesztettség a mágneses tér és az elektromos áram kapcsolatát leíró fizikai vektormennyiség. Jele H, mértékegysége A/m.
Nem tévesztendő össze a mágneses tér erősségét valójában jelentő vektormennyiséggel, a mágneses indukcióval. Mindkettő a Maxwell-egyenletek alapvető mennyisége.
Kapcsolatuk:
{\displaystyle \mathbf {B} =\mu \mathbf {H} }